# Andrzej Piątak
Andrzej Piątak (* 2. September 1969 in Stettin) ist ein polnischer Politiker der Ruch Palikota (Palikot-Bewegung).
Andrzej Piątak ist Absolvent des Fachbereichs Elektronik und Telekommunikation der Westpommerschen Technischen Universität Stettin (Zachodniopomorski Uniwersytet Technologiczny). Bereits während seines Studiums macht er sich selbständig. Zwischen 1991 und 2003 baute Andrzej Piątak zusammen mit seinem Bruder Kabelfernsehnetze in Nowogard, Łobez und Myślibórz. Im Jahr 2003 begann er im landwirtschaftlichen Betrieb seiner Frau, welcher 2011 etwa 50.000 Nerze hielt. 2010 trat Piątak für den Sojusz Lewicy Demokratycznej (Bund der Demokratischen Linken) bei den Wahlen zur kommunalen Selbstverwaltung an, konnte aber nur elf Stimmen erlangen und wurde damit nicht gewählt. Im selben Jahr trat er der Ruch Poparcia Palikota, einem Vorgänger der Ruch Palikota, bei.
Bei den Parlamentswahlen 2011 stimmten 15.579 Wähler im Wahlkreis 41 Szczecin für ihn und damit erhielt Andrzej Piątak ein Mandat für den Sejm.
Andrzej Piątak ist verheiratet und hat zwei Kinder.